# Rory Underwood
Pour les articles homonymes, voir Underwood.
Pas d'image ? Cliquez ici

a Compétitions nationales et continentales officielles uniquement.

b Matchs officiels uniquement.
Dernière mise à jour le 16 septembre 2011.
Rory Underwood, né le 19 juin 1963 à Middlesbrough, est un joueur de rugby anglais, évoluant au poste de trois quart aile. Il compte 84 sélections en équipe d'Angleterre pour laquelle il a inscrit 49 essais, ce qui en fait le meilleur marqueur d'essai du quinze de la rose. Il est l'un des rugbymen anglais les plus respectés par ses homologues français.
Rory Underwood est le frère d'un autre international anglais : Tony Underwood. On peut dire sans se tromper que les frères Underwood étaient par leur vivacité de véritables poisons pour leurs adversaires. Anecdote : le petit jeu des réalisateurs de télé anglais était de filmer les sauts de joie de la mère Underwood lorsque l'un de ses fistons marquait un essai. 
Rory a également été pilote dans la Royal Air Force au grade de flight lieutenant.

## Statistiques

### En équipe nationale
Rory Underwood dispute 85 matchs avec l'équipe d'Angleterre entre son premier match le 18 février 1984 contre l'Irlande à Twickenham et 16 mars 1996 contre ce même adversaire, toujours à Twickenham.
Au cours de ces rencontres, toutes disputées en tant que titulaire, il marque 49 essais pour un total de 120 points,. Il participe notamment à treize Tournois des Cinq Nations, 50 matchs, 77 points en 18 essais, et à trois Coupes du monde (1987, 1991,  et 1995) pour un total de quinze rencontres où il inscrit onze essais et 49 points.
Il remporte Grand Chelem dans le Tournoi des Cinq Nations 1991, 1992, 1995.

### Lions
Il participe à deux tournées des Lions, en 1989 en Australie et en 1993 en Nouvelle-Zélande. Il participe à six tests, inscrivant un essai contre les All blacks en 1993.